# I dieci giorni che sconvolsero il mondo
I dieci giorni che sconvolsero il mondo (Ten Days that Shook the World, in inglese) è un'opera scritta dal giornalista e saggista statunitense John Reed nel 1919, che testimonia in chiave di lungo reportage gli avvenimenti della Rivoluzione d'ottobre.

## Edizioni italiane
- 10 giorni che fecero tremare il mondo (la Rivoluzione Russa), Prefazione di Lenin, trad. Orsola Nemi, Collana La buona società/Biblioteca storica n.5, Milano, Longanesi, 1946. - Collana Oscar Storia, Mondadori, Milano, 2017, ISBN 978-88-046-7977-6.
- Dieci giorni che sconvolsero il mondo, Prefazione di Lenin per l'edizione americana, Collana Politecnico Biblioteca n.1, Torino, Einaudi, 1946.
- Dieci giorni che sconvolsero il mondo, traduzione di M. G. Cavallo, Roma, Editori Riuniti, 1957. - Editori Riuniti University Press, Roma, 2017, ISBN 978-88-359-8107-7.
- Dieci giorni che sconvolsero il mondo, Introduzione di Rossana Rossanda, trad. Marco Amante, BUR, Milano, Rizzoli, 1980. - Collana La Storia·Le Storie, BUR, 2017, ISBN 978-88-170-9627-0.
- I dieci giorni che sconvolsero il mondo, Collana Highlander, Marina di Massa, Edizioni Clandestine, 2011, ISBN 978-88-6596-307-4.
- John Reed, I DIECI GIORNI CHE SCONVOLSERO IL MONDO, Milano, Rizzoli Editore, 1980, ISBN 978-88-6596-307-4.